# 藤川千景
藤川 千景（ふじかわ ちかげ、1971年4月1日 - ）は、日本の舞台女優、画家、画商。栃木県出身。
自身の身体を表現の軸として、ノンジャンルでの活動を行う。舞台女優としての表現のみならず、身体に水性ペンキをかぶり自身を筆としたパフォーマンスと映像からスタートし、女性のさがや様々な女性に内在している心情を多様な表現で行うコラボ作品制作など、主に女性の存在を元にした活動をライフワークとしている。

## 略歴
- 1994年、ミス日本入賞。その後、1997年までスターダストプロモーションに所属していた。
- ミュージカル『美少女戦士セーラームーン』の2代目セーラーネプチューン役に抜擢され、初舞台を踏む。
- 女優としての活動の傍ら、アートディレクター北川フラムに師事。その後、芸能界からアート界へ活動の重点を移す。
- 2003年、有限会社ギャラリーアートギルドを設立し、ギャラリー、サロンを開業。
- 2007年、デザイナーとしてオリジナルブランド「amorechika」をプロデュース。
- 2011年、第2回国民的美魔女コンテスト ファイナリスト スリム美魔女賞受賞。
- 2015年、レトロにて衣装提供[2]。

### テレビドラマ
- 1996年 - 1997年 NHK『きっと明日は』 - 大平紀子役

### バラエティ
- 1997年 日本テレビ『メレンゲの気持ち』リポーター
- 2010年 フジテレビ『笑っていいとも! -美女と野獣-』
- 2011年 日本テレビ『PON!』「美LIFE」
- 2012年 TBS『中居正広の金曜日のスマたちへ』金スマダム トップバッター
- 2013年 日本テレビ『ヒルナンデス!』
- 2015年 テレビ朝日『ビートたけしのTVタックル』
- 2016年 NHK『これがカラダの新常識 若さと美のヒミツ』

### 雑誌
- 2011年 - 2016年 光文社『美ST』
- 2012年 『週刊ポスト』グラビア「オーバー40奇跡の美ビキニ」

### トークショー
- 2015年 第13回 H2感謝祭 トークショー出演 ロバート・ハリスと共演 『旅から学ぶ楽しい行き方 〜楽しく老いと関わる美メソッドについて〜』

### ファッションショー
- 2013年 ESCADA SPORT x TEAM美魔女ファッションショー 表参道ヒルズ

### 舞台
- 美少女戦士セーラームーン（1994 - 1995年） - 2代目セーラーネプチューン 役
- 文学座公演 女の一生 布引けい役（1997年）
- 2014年 非シス人公演『地下室の弔』舞踏家天滅氏[誰?]と共演 演出 間天憑 新宿ゴールデン街劇場ライブペインティング
- 2015年 非シス人公演 Vol.21『熱海の果てに』水野役 原作つかこうへい 新宿サンモールスタジオ
- 2015年 非シス人公演 Vol.20『広島に原爆が落ちた』舞台美術
- 2015年 非シス人公演 Vol.21『非龍伝』ジェシカ役 新宿サンモールスタジオ
- 2015年 非シス人公演 Vol.22「非龍伝」出演 ジェシカ役 新宿サンモールスタジオ

### 映画
- 1992年『ひき逃げファミリー』（キティ・フィルム・サントリー・アルゴプロジェクト）
- 2011年『熟レンジャー』 熟イエロー 黄内さなえ役 中西良太監督 応援団